# Istanbul Cup 2019 - Qualificazioni singolare
Le qualificazioni del singolare dell'Istanbul Cup 2019 sono state un torneo di tennis preliminare per accedere alla fase finale della manifestazione. Le vincitrici dell'ultimo turno sono entrate di diritto nel tabellone principale. In caso di ritiro di una o più giocatrici aventi diritto a queste sono subentrate le lucky loser, ossia le giocatrici che hanno perso nell'ultimo turno ma che avevano una classifica più alta rispetto alle altre partecipanti che avevano comunque perso nel turno finale.

## Teste di serie
1. Veronika Kudermetova (qualificata)
2. Kateryna Kozlova (qualificata)
3. Ivana Jorović (qualificata)
4. Julia Glushko (ultimo turno, lucky loser)
5. Tímea Babos (ultimo turno, ritirata, lucky loser)
6. Fanny Stollár (primo turno)

1. Ana Bogdan (qualificata)
2. Viktoriya Tomova (primo turno)
3. Danka Kovinić (primo turno, ritirata)
4. Elena Rybakina (qualificata)
5. Alexandra Dulgheru (ultimo turno)
6. Arina Rodionova (primo turno)

## Qualificate
1. Veronika Kudermetova
2. Kateryna Kozlova
3. Ivana Jorović

1. Irina Bara
2. Elena Rybakina
3. Ana Bogdan

### Lucky loser
1. Julia Glushko

1. Tímea Babos

## Tabellone

### Legenda
| - Q = Qualificato - WC = Wild card - LL = Lucky loser | - ALT = Alternate - SE = Special Exempt - PR = Protected Ranking | - w/o = Walkover - r = Ritirato - d = Squalificato |

### Sezione 1
|  | Primo turno | Primo turno          | Primo turno          | Primo turno | Primo turno |  |  | Ultimo turno | Ultimo turno         | Ultimo turno         | Ultimo turno | Ultimo turno |  |
|  |             |                      |                      |             |             |  |  |              |                      |                      |              |              |  |
|  | 1           | Veronika Kudermetova | Veronika Kudermetova | 7           | 6           |  |  |              |                      |                      |              |              |  |
|  |             | Giuliana Olmos       | Giuliana Olmos       | 67          | 1           |  |  | 1            | Veronika Kudermetova | Veronika Kudermetova | 6            | 6            |  |
|  |             | Martina Di Giuseppe  | Martina Di Giuseppe  | 6           | 6           |  |  |              | Martina Di Giuseppe  | Martina Di Giuseppe  | 4            | 1            |  |
|  | 8           | Viktoriya Tomova     | Viktoriya Tomova     | 3           | 2           |  |  |              |                      |                      |              |              |  |

### Sezione 2
|  | Primo turno | Primo turno        | Primo turno      | Primo turno | Primo turno |  |  | Ultimo turno | Ultimo turno       | Ultimo turno       | Ultimo turno | Ultimo turno |  |
|  |             |                    |                  |             |             |  |  |              |                    |                    |              |              |  |
|  | 2           | Kateryna Kozlova   | Kateryna Kozlova | 6           | 6           |  |  |              |                    |                    |              |              |  |
|  | WC          | Berfu Cengiz       | Berfu Cengiz     | 0           | 2           |  |  | 2            | Kateryna Kozlova   | Kateryna Kozlova   | 6            | 6            |  |
|  |             | Tereza Mrdeža      | 6                | 2           | 3           |  |  | 11           | Alexandra Dulgheru | Alexandra Dulgheru | 2            | 4            |  |
|  | 11          | Alexandra Dulgheru | 3                | 6           | 6           |  |  |              |                    |                    |              |              |  |

### Sezione 3
|  | Primo turno | Primo turno   | Primo turno | Primo turno | Primo turno |  |  | Ultimo turno | Ultimo turno  | Ultimo turno  | Ultimo turno | Ultimo turno |  |
|  |             |               |             |             |             |  |  |              |               |               |              |              |  |
|  | 3           | Ivana Jorović | 6           | 3           | 6           |  |  |              |               |               |              |              |  |
|  | WC          | İpek Soylu    | 1           | 6           | 2           |  |  | 3            | Ivana Jorović | Ivana Jorović | 6            | 6            |  |
|  |             | Yana Sizikova | 6           | 1           |             |  |  |              | Yana Sizikova | Yana Sizikova | 1            | 2            |  |
|  | 9           | Danka Kovinić | 3           | 2           | r           |  |  |              |               |               |              |              |  |

### Sezione 4
|  | Primo turno | Primo turno     | Primo turno     | Primo turno | Primo turno |  |  | Ultimo turno | Ultimo turno  | Ultimo turno | Ultimo turno | Ultimo turno |  |
|  |             |                 |                 |             |             |  |  |              |               |              |              |              |  |
|  | 4           | Julia Glushko   | Julia Glushko   | 6           | 6           |  |  |              |               |              |              |              |  |
|  | WC          | Zeynep Sönmez   | Zeynep Sönmez   | 3           | 2           |  |  | 4            | Julia Glushko | 6            | 4            | 2            |  |
|  |             | Irina Bara      | Irina Bara      | 6           | 6           |  |  |              | Irina Bara    | 2            | 6            | 6            |  |
|  | 12          | Arina Rodionova | Arina Rodionova | 1           | 1           |  |  |              |               |              |              |              |  |

### Sezione 5
|  | Primo turno | Primo turno          | Primo turno | Primo turno | Primo turno |  |  | Ultimo turno | Ultimo turno   | Ultimo turno | Ultimo turno | Ultimo turno |  |
|  |             |                      |             |             |             |  |  |              |                |              |              |              |  |
|  | 5           | Tímea Babos          | 7           | 64          | 6           |  |  |              |                |              |              |              |  |
|  |             | Barbara Haas         | 5           | 7           | 1           |  |  | 5            | Tímea Babos    | 4            | 0            | r            |  |
|  |             | Valentina Ivakhnenko | 1           | 0           | r           |  |  | 10           | Elena Rybakina | 6            | 3            |              |  |
|  | 10          | Elena Rybakina       | 6           | 1           |             |  |  |              |                |              |              |              |  |

### Sezione 6
|  | Primo turno | Primo turno   | Primo turno   | Primo turno | Primo turno |  |  | Ultimo turno | Ultimo turno | Ultimo turno | Ultimo turno | Ultimo turno |  |
|  |             |               |               |             |             |  |  |              |              |              |              |              |  |
|  | 6           | Fanny Stollár | Fanny Stollár | 3           | 1           |  |  |              |              |              |              |              |  |
|  | WC          | İpek Öz       | İpek Öz       | 6           | 6           |  |  | WC           | İpek Öz      | İpek Öz      | 0            | 2            |  |
|  |             | Anna Bondár   | 6             | 3           | 3           |  |  | 7            | Ana Bogdan   | Ana Bogdan   | 6            | 6            |  |
|  | 7           | Ana Bogdan    | 2             | 6           | 6           |  |  |              |              |              |              |              |  |